# 福島第一原子力発電所設備の仕様
福島第一原子力発電所設備の仕様（ふくしまだいいちげんしりょくはつでんしょのせつびしよう）では東京電力福島第一原子力発電所で建設・運用された各設備の仕様について説明する。
なお、原則として福島第一原子力発電所事故以前を対象とする。更新のあった部分については都度説明し、一部は関連記事にて説明を行う。

## 建設参加企業
|                  | 1号機                                  | 2号機                                | 3号機                                | 4号機                          | 5号機                                  | 6号機                                |
| ---------------- | -------------------------------------- | ------------------------------------ | ------------------------------------ | ------------------------------ | -------------------------------------- | ------------------------------------ |
| 原子炉圧力容器   | IHI                                    | IHI                                  | IHI                                  | バブコック日立                 | IHI                                    | IHI                                  |
| 原子炉格納容器   | 日立                                   | IHI                                  | 日立                                 | 日立                           | IHI                                    | IHI                                  |
| 核燃料成形加工   | GE                                     | GE                                   | 日本ニュクレア フュエル              | 日本ニュクレア フュエル        | 日本ニュクレア フュエル                | GE                                   |
| ディーゼル機関   | 川崎重工                               | 新潟鉄工                             | 新潟鉄工                             | 新潟鉄工                       | 新潟鉄工                               | 新潟鉄工                             |
| ポンプ類         | 荏原製作所 電業社機械製作所            | 荏原製作所 電業社機械製作所 由倉工業 | 荏原製作所 電業社機械製作所 由倉工業 | 日立 電業社機械製作所 由倉工業 | 荏原製作所 電業社機械製作所 由倉工業   | 荏原製作所 電業社機械製作所 由倉工業 |
| 原子炉安全弁     | GE                                     | GE                                   | 岡野バルブ                           | 岡野バルブ                     | 岡野バルブ                             | 岡野バルブ                           |
| 復水脱塩装置     | オルガノ                               | 荏原インフィルコ                     | 荏原インフィルコ                     | オルガノ                       | 荏原インフィルコ                       | 荏原インフィルコ                     |
| 換気空調設備     | 新日本空調                             | 新日本空調                           | 新日本空調                           | 日本プラント建設               | 新日本空調                             | 新日本空調                           |
| 試料採取装置     | GE                                     | 北辰電機                             | 日機装                               | 日機装                         | 日機装                                 | 北辰電機 日機装                      |
| プラント据付工事 | 東芝プラント建設 日立プラント建設 IHI  | 東芝プラント建設 IHI                 | 東芝プラント建設 IHI                 | 日立プラント建設               | 東芝プラント建設 石川島プラント建設    | 東芝プラント建設 石川島プラント建設  |
| 土木建築工事     | 鹿島建設 熊谷組 間組 前田建設 五洋建設 | 鹿島建設 熊谷組 前田建設             | 鹿島建設 熊谷組 間組 前田建設        | 鹿島建設 熊谷組 前田建設       | 鹿島建設 熊谷組 間組 前田建設 五洋建設 | 鹿島建設 熊谷組 前田建設 五洋建設    |
| 国産化率         | 56%                                    | 53%                                  | 91%                                  | 91%                            | 93%                                    | 63%                                  |

なお、GEが主契約者に入った1、2、6号機については三井物産が代理店業務を行った。
この他、6号機の放射性廃棄物処理施設はGEの子会社であるGETSCOが受注し基本設計を実施した。GETSCOは日揮に詳細設計、建設工事、試運転を任せたが、TBFなど一部のユニットについてはGEからの支給品であったと言う。プロセス計算機についても、2号機までは輸入品でGE/PAC-4020を使用していた。

## 主要建物建築仕様（建設時）

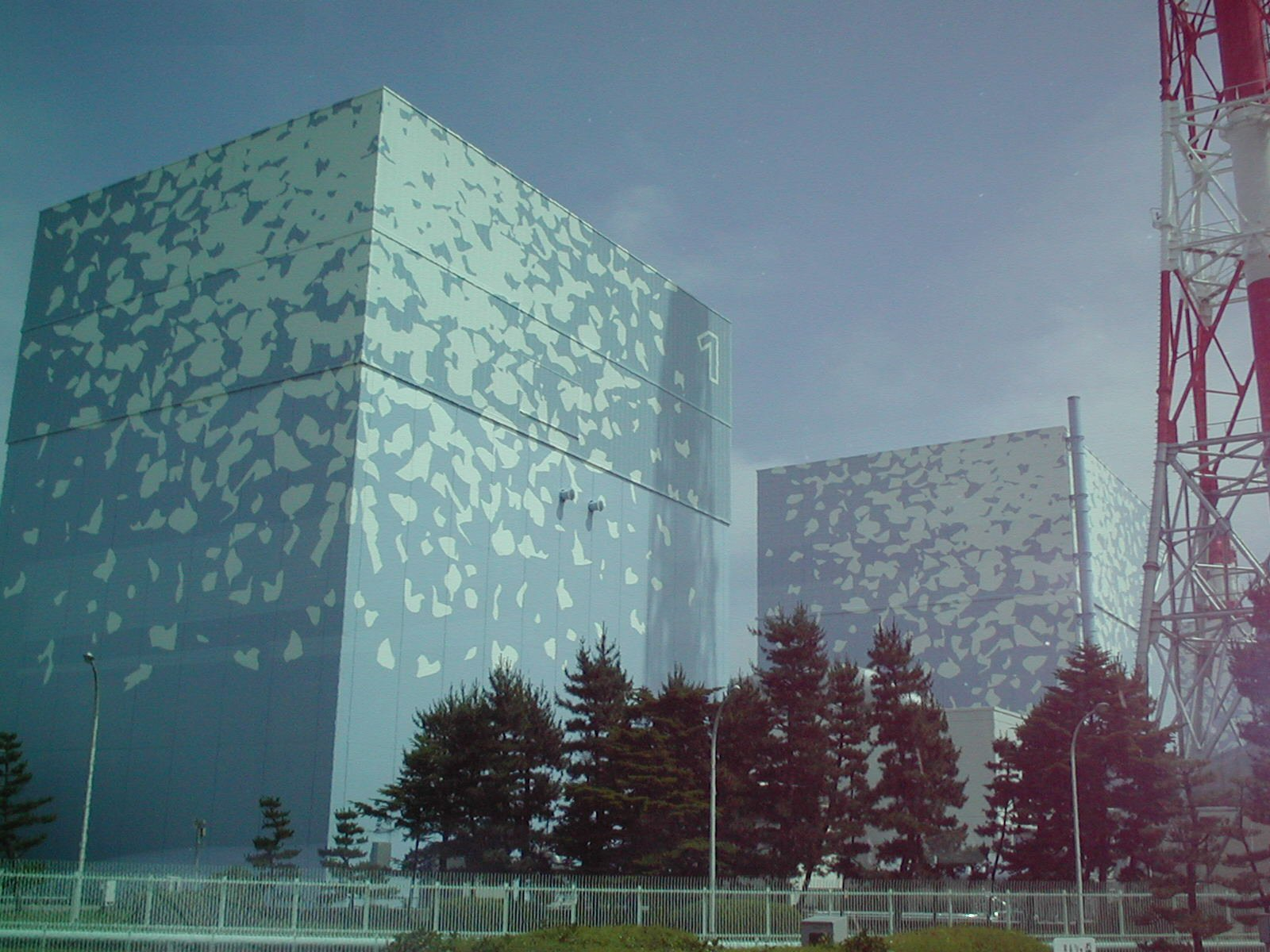
原子炉建屋外観（1999年）

1号機、2号機の主要な建屋の建築仕様については『原子力学会誌』、『発電水力』他で紹介されており、その建築の仕様は下記のようになっている。原子炉建屋、タービン建屋、排気塔などはいずれも施工基面高10mであるが、取水路開渠付近に設けられたポンプ室の施工基面高はO.P.7.5mであり、超高圧変電所は施工基面：O.P.35mにある。

### 原子炉建屋
1号機原子炉建屋
- 平面寸法：約41m×41m
- 高さ：約49m
- 階層：地上5階、地下1階
- 構造：燃料取替床まで鉄筋コンクリート造、その上部は鉄骨メタルサイディング張り
- 全重量：66,400t
  - 建物重量約55,000t
  - 原子炉本体他機器重量：約11000t
- 常時接地圧：約36t/平方メートル

2号機原子炉建屋
- 平面寸法：約45m×45m
- 高さ：約62m
- 構造：全部鉄筋コンクリート造
- 全重量：99,900t

燃料取替室には燃料取替装置および天井走行クレーンが取り付けられている。また、運転員の移動のためのエレベータもある。内部は負圧に保たれ設計上の内圧は0.018kg/平方センチである。
3-5号機は2号機と同じBWR-4(GE型)であり、主要寸法は概略同様である。

### タービン建屋
1号機タービン建屋
- 張間：約48m
- 桁行：104m
- 高さ：35.4m（基礎底面から屋根間）
- 階層：地下1階地上2階
- 構造：鉄筋コンクリート造
- 総重量：70,200t
- 天井走行クレーン：125t吊り

2号機タービン建屋
- 張間：約67.6m
- 桁行：105m
- 高さ：37m
- 階層：地下1階地上2階
- 構造：鉄筋コンクリート造
- 総重量：110,400t
- 天井走行クレーン：150t吊り

タービン建屋はいずれも1階および地下1階に原子炉給水ポンプ、給水加熱器、補助冷却系交換器、予備ディーゼル発電機、所内ボイラ等補機類が配置され、2階のタービン操作床と称する場所にタービンが据え置きされている。なお、タービン発電機の架台は構造的に建物と分離しており、基礎版から自立している。架台形式は高位同調型と呼ばれ、架台に要するコンクリート量だけで2700立方メートルとなる。
3-5号機は2号機と同じBWR-4(GE型)であり、主要寸法は概略同様である。

### コントロール建屋
- 階層：地下1階、地上2階
- 幅：約17m
- 長さ：約22m

自動制御室、計測装置、電子計算機を備えた中央操作室が2階にあり、1階以下にはケーブル処理室、バッテリー室がある。

### 廃棄物処理建屋
- 幅：約22m
- 長さ：約55m

排気塔
- 高さ：約120m
- 排気流速：約17.5m/sec

この他、1980年代に4号機の南側に大規模な放射性派生物集中処理施設が建設された。

### 使用済燃料貯蔵施設
各プラントの使用済燃料貯蔵プール容量の不足を補うため、1990年代に乾式、プール式の2施設が建設された。

### 建屋塗装
建設時から打ちっぱなしだった原子炉建屋、タービン建屋の外壁は、1986年から塗装された。防食と景観への配慮が目的で、1987年2月までに8億円を投じ、10平方メートルを塗装した。最初の塗色は薄茶とクリームの2色であったが、後に1〜4号機はブルー、5、6号機はグリーンのモザイク模様に改められた。ブルーは海、グリーンは山を象徴してあしらわれたものである。

### 非常用発電機仕様
下記は、2011年の本発電所事故時点での非常用発電機の設置仕様である。
|                                | 1号機                  | 2号機                                    | 3号機             | 4号機                                    | 5号機             | 6号機          |
| ------------------------------ | ---------------------- | ---------------------------------------- | ----------------- | ---------------------------------------- | ----------------- | -------------- |
| 建屋形式                       | 単独建屋               | 単独建屋                                 | 単独建屋          | 単独建屋                                 | 単独建屋          | 複合建屋。     |
| 非常用ディーゼル発電機設置配置 | B1F(タービン建屋,DG/B) | B1F(タービン建屋) 1F（運用補助共用施設） | B1F(タービン建屋) | B1F(タービン建屋) 1F（運用補助共用施設） | B1F(タービン建屋) | B1F,1F（DG/B） |

## 主要機器詳細仕様
本節は土木建築より据付した電気機械設備を中心として説明する。記述は文献発行時を基準とする。その後改造、交換された箇所については改造後の仕様を記述した文献について明記する。
| 分類              | 項目 | 項目 | 項目 | 単位              | 1号機                                                                                      | 2号機                                                                                                | 3号機                                                                                                |
| ----------------- | --- | --- | --- | ----------------- | ------------------------------------------------------------------------------------------ | --- | --- |
| 一般プラント      | 原子炉熱出力 送電端電気出力 発電端電気出力                                                                           | 原子炉熱出力 送電端電気出力 発電端電気出力                                                                           | 原子炉熱出力 送電端電気出力 発電端電気出力                                                                           | MWt kW            | 1,213 379,800 401,248                                                                      | 2,381 759,900 783,913                                                                                | 2,381 759,900 783,913                                                                                |
| 原子炉 および炉心 | 全冷却材流量 原子炉運転出力                                                                                          | 全冷却材流量 原子炉運転出力                                                                                          | 全冷却材流量 原子炉運転出力                                                                                          | t/h kg/cm2g       | 21.8×103 70.3                                                                              | 33.8×103 70.7                                                                                        | 33.8×103 70.7                                                                                        |
| 原子炉 および炉心 | 炉心 | 炉心 | 実効高 等価直径 装荷ウラン量                                                                                         | mm kg             | 3,660 3,439 78,795                                                                         | 3,660 4,026 106,800                                                                                  | 3,660 4,026 106,800                                                                                  |
| 原子炉 および炉心 | 蒸気条件 | 蒸気条件 | 蒸気流量 蒸気温度 | t/h ℃             | 2,140 285                                                                                  | 4,440 286                                                                                            | 4,440 286                                                                                            |
| 核特性            | U-235平均濃縮度 | U-235平均濃縮度 | 第一炉心 平衡炉心 | wt%               | 2.17 2.50                                                                                  | 2.20 2.58                                                                                            | 2.20 2.58                                                                                            |
| 核特性            | 燃焼度 | 燃焼度 | 第一炉心平均 平衡炉心平均 燃料集合体最高（第一炉心）                                                                 | MWD/t             | 16,500 22,000 約26,000                                                                     | 21,000 27,500 約35,000                                                                               | 21,000 27,500 約35,000                                                                               |
| 熱特性            | 設計出力分布係数 | 設計出力分布係数 | 半径方向 軸方向 局部 全出力分布係数                                                                                  |                   | 1.47 1.57 1.30 3.00                                                                        | 1.40 1.50 1.24 2.60                                                                                  | 1.40 1.50 1.24 2.60                                                                                  |
| 熱特性            | 過出力係数 平均出力密度 最小限界熱流束比 最大線出力密度 炉心出口の平均蒸気重量率                                     | 過出力係数 平均出力密度 最小限界熱流束比 最大線出力密度 炉心出口の平均蒸気重量率                                     | 過出力係数 平均出力密度 最小限界熱流束比 最大線出力密度 炉心出口の平均蒸気重量率                                     | kW/L kW/cm wt%    | 1.20 35.73 1.52 (120%出力時) 0.594 10.0                                                    | - 51.2 1.9 (100%出力時) 0.610 13.3                                                                   | - 51.2 1.9 (100%出力時) 0.607 13.3                                                                   |
| 燃料              | ペレット直径 ペレット材料 被覆管外径 被覆管材料                                                                      | ペレット直径 ペレット材料 被覆管外径 被覆管材料                                                                      | ペレット直径 ペレット材料 被覆管外径 被覆管材料                                                                      | cm                | 1.24 UO2 1.45 ジルカロイ-2                                                                 | 1.24 UO2 1.43 ジルカロイ-2                                                                           | 1.24 UO2 1.43 ジルカロイ-2                                                                           |
| 燃料              | 燃料集合体 | 燃料集合体 | 集合体総数 燃料棒配列 集合体当たりUO2重量 集合体重量 チャネル材料                                                    | kg                | 400 7×7 223 311 ジルカロイ-4                                                               | 548 7×7 221 309 ジルカロイ-4                                                                         | 548 7×7 221 309 ジルカロイ-4                                                                         |
| 制御材            | 制御棒 | 制御棒 | 材質形状 数 ピッチ                                                                                                   | cm                | ボロンカーバイド 十字形 97 30.48                                                           | ボロンカーバイド 十字形 137 30.48                                                                    | ボロンカーバイド 十字形 137 30.48                                                                    |
| 制御材            | ポイズンカーテン | ポイズンカーテン | 材質形状 数 |                   | ボロンステンレス鋼 板状 172                                                                | ボロンステンレス鋼 板状 248                                                                          | ボロンステンレス鋼 板状 248                                                                          |
| 制御材            | 液体毒物 | 液体毒物 | 系統数 毒物 主要機器                                                                                                 |                   | 1 ボロン （5ホウ酸ナトリウム） 貯蔵タンク1基 プランジャポンプ2台 （予備1台）               | 1 ボロン （5ホウ酸ナトリウム） 貯蔵タンク1基 プランジャポンプ2台 （予備1台）                         | 1 ボロン （5ホウ酸ナトリウム） 貯蔵タンク1基 プランジャポンプ2台 （予備1台）                         |
| 分類              | 項目 | 項目 | 項目 | 単位              | 1号機                                                                                      | 2号機                                                                                                | 3号機                                                                                                |
| 圧力容器          | 内径×全高 母材厚さ 内張り厚さ 母材材質 内張材材質 重量 設計圧力 設計温度 適用規格                                    | 内径×全高 母材厚さ 内張り厚さ 母材材質 内張材材質 重量 設計圧力 設計温度 適用規格                                    | 内径×全高 母材厚さ 内張り厚さ 母材材質 内張材材質 重量 設計圧力 設計温度 適用規格                                    | m mm t kg/cm2g ℃  | 4.78×約19.0 約160 約5.6 ASME SA 302B ASME SA 336 ステンレス鋼 約440 87.9 302 ASEM Sec.VIII | 5.57×約22.0 約140 約5.0 ASME A 533Gr.B,C1.1 ASTMA 508 C1.2 ステンレス鋼 約500 87.9 302 ASEM Sec.VIII | 5.57×約22.0 約140 約5.0 ASME A 533Gr.B,C1.1 ASTMA 508 C1.2 ステンレス鋼 約535 87.9 302 ASEM Sec.VIII |
| 冷却材 再循環系   | ループ数×口径 ジェットポンプ個数 再循環ポンプ流量 再循環ポンプ全揚程 再循環ポンプ電動機出力 再循環ポンプ電動機回転数 | ループ数×口径 ジェットポンプ個数 再循環ポンプ流量 再循環ポンプ全揚程 再循環ポンプ電動機出力 再循環ポンプ電動機回転数 | ループ数×口径 ジェットポンプ個数 再循環ポンプ流量 再循環ポンプ全揚程 再循環ポンプ電動機出力 再循環ポンプ電動機回転数 | t/h m kW rpm      | 2×610 20 5,600 103.6 2,000 1,380                                                           | 2×712 20 7,570 153 3,750 1,380                                                                       | 2×712 20 7,760 152.4 3,750 1,380                                                                     |
| 主蒸気系          | 主蒸気管本数×口径 主蒸気隔離弁個数×形式 安全弁個数×形式 逃がし弁×形式                                                | 主蒸気管本数×口径 主蒸気隔離弁個数×形式 安全弁個数×形式 逃がし弁×形式                                                | 主蒸気管本数×口径 主蒸気隔離弁個数×形式 安全弁個数×形式 逃がし弁×形式                                                |                   | 4×400mm 8×空気式 13×ばね式 3×電磁式                                                        | 4×610mm 8×空気式 3×ばね式 8×先駆弁式                                                                 | 4×610mm 3×空気式 3×ばね式 8×先駆弁式                                                                 |
| 格納容器          | ドライウェル | ドライウェル | 形状 球部内径×円筒部内径                                                                                             | m                 | フラスコ形 17.7×9.6                                                                        | フラスコ形 20.0×10.9                                                                                 | フラスコ形 20.0×10.9                                                                                 |
| 格納容器          | 圧力抑制室 | 圧力抑制室 | 形状 円環中心線直径 円環断面内径 ベント管本数×内径 ヘッダ内径 下降管本数×内径 プール水量                             | m 3               | 円環形 29.6 8.08 8×1.75m 1.25 80 1,750                                                     | 円環形 33.5 8.9 8×2.057m 1.46 96×610mm 3,000                                                         | 円環形 33.5 8.9 8×2.057m 1.46 96×610mm 2,991                                                         |
| 格納容器          | 設計圧力（内圧） 設計圧力（外圧） 設計温度 材質                                                                      | 設計圧力（内圧） 設計圧力（外圧） 設計温度 材質                                                                      | 設計圧力（内圧） 設計圧力（外圧） 設計温度 材質                                                                      | kg/cm2g kg/cm2g ℃ | 4.35 0.14 138 ASTM A 201 Gr.B またはA212 Gr.B                                              | 3.92 0.14 138 ASME SA 516 Gr.70                                                                      | 3.92 0.14 138 ASME SA 516 Gr.70                                                                      |